# S2 (estrela)
Source 2 (abreviada S2), também conhecida como S0-2, é uma estrela situada perto da fonte de rádio astronômica chamada Sagitário A*, orbitando-a com um período orbital de 15,56 ± 0,35 anos e uma distância pericentro de 17 horas-luz (18 Tm ou 120 UA) - uma órbita com um período apenas cerca de 30% maior do que a de Júpiter ao redor do Sol, mas chegando não mais perto do que cerca de quatro vezes a distância de Netuno do Sol. Em 2002, a sua massa foi inicialmente estimada pelo Observatório Europeu do Sul (ESO) em aproximadamente 15 massas solares.
A sua aparente posição é monitorada desde 1995 por dois grupos (na UCLA e no Instituto Max Planck de Física Extraterrestre) como parte de um esforço para reunir evidências sobre a existência de um buraco negro supermassivo no centro da galáxia Via Láctea. A evidência acumulada aponta Sagitário A* como a localização de tal buraco negro. Em 2008, foi observada a órbita completa de S2.
Uma equipe de astrônomos, principalmente do Instituto Max Planck de Física Extraterrestre, usou observações da dinâmica orbital de S2 em torno de Sgr A* para medir a distância da Terra do centro galáctico. Eles determinaram que a distância era de 7,94 ± 0,42 kiloparsecs, em estreita concordância com as determinações anteriores da distância por outros métodos.
A órbita de S2 dará aos astrônomos a oportunidade de testar vários efeitos preditos pela relatividade geral e até mesmo efeitos extra-dimensionais. Esses efeitos atingem seu máximo na abordagem mais próxima, que ocorrerá em meados de 2018. Dada a estimativa recente de 4,3 milhões de massas solares para a massa aproximada de Sagittarius A* e S2, isto torna S2 a órbita balística mais rápida conhecida, atingindo velocidades superiores a 5000 km/s (11.000.000 mph ou 1/60 da velocidade da luz) e aceleração de cerca de 1,5 m/s² (quase um sexto da gravidade da superfície terrestre).
O movimento de S2 também é útil para detectar a presença de outros objetos próximos a Sagitário A*. Acredita-se que existem milhares de estrelas, bem como restos estelares escuros (buracos negros estelares, estrelas de nêutrons, anãs brancas) distribuídos no volume através do qual S2 se move. Esses objetos irão perturbar a órbita de S2, fazendo com que ela desvie gradualmente da elipse kepleriana que caracteriza o movimento em torno de uma única massa pontual. Até agora, a restrição mais forte que pode ser colocada sobre a esses remanescentes é que sua massa total compreende menos de 1% da massa do buraco negro supermassivo.